# لورينز هوبر
لورينز هوبر (بالألمانية: Lorenz Huber)‏ (24 فبراير 1906 بأوفنبورغ في ألمانيا - 6 أكتوبر 1989 بكارلسروه في ألمانيا) هو لاعب كرة قدم ألماني في مركز الدفاع. شارك مع منتخب ألمانيا لكرة القدم. أما مع النوادي، فقد لعب مع Karlsruher FV ‏.

## وصلات خارجية
- لورينز هوبر على موقع قاعدة بيانات كرة القدم.إي يو (الإنجليزية)
- لورينز هوبر على موقع ناشيونال فوتبول تيمز (الإنجليزية)
- لورينز هوبر على موقع عالم كرة القدم.نت (الإنجليزية)